# Vasili Arkhipov
Vasili Alexandrovich Arkhipov (em russo:  Василий Александрович Архипов) (Orekhovo-Zuyevsky, 30 de janeiro de 1926 – Zheleznodorozhny, 19 de agosto de 1998) foi um oficial da Marinha Soviética que impediu uma guerra nuclear durante a Crise dos Mísseis de Cuba. 
Nesse episódio, como comandante da Flotilha e o segundo-em-comando do submarino B-59, carregado com armas nucleares, recusou-se a autorizar seu capitão a responder com  torpedos nucleares contra um aparente ataque da Marinha dos Estados Unidos, uma decisão que exigia o consentimento de todos os três altos oficiais a bordo. Em 2002, Thomas Blanton, que na época era diretor do National Security Archive, disse que "um cara chamado Vasili Arkhipov salvou o mundo".

## Início da vida
Arkhipov nasceu em uma família de camponeses em Orekhovo-Zuyevsky, perto de Moscou. Ele foi educado na Escola Naval do Pacífico e participou da Guerra Soviético-Japonesa em agosto de 1945, servindo a bordo de um caça-minas. Ele foi transferido para a Escola Naval do Mar Cáspio e formou-se em 1947.

## Carreira
Depois de se formar em 1947, Arkhipov serviu em submarinos nas frotas do Mar Negro, do Mar do Norte e do Báltico.

### K-19
Em julho de 1961, Arkhipov foi nomeado comandante adjunto do submarino K-19, da nova classe Hotel. Depois de alguns dias de exercícios militares na costa da Groenlândia, o submarino teve um vazamento extremo no sistema de refrigeração do seu reator nuclear, o que levou à falha do sistema de refrigeração. As comunicações de rádio também foram afetadas e a tripulação não conseguiu fazer contato com Moscou. Com uma cópia de segurança dos sistemas, o Comandante Zateyev ordenou que os sete membros da equipe de engenharia da tripulação criassem uma solução para evitar o colapso nuclear. Isso exigiu que os homens trabalhassem sob altos níveis de radiação por períodos prolongados. Eles conseguiram criar um sistema de refrigeração secundário e impediram o colapso do reator. Embora eles tenham conseguido salvar a si mesmos e o resto da tripulação de uma fusão nuclear, todos, incluindo Arkhipov, foram irradiados. Todos os membros da equipe de engenharia da tripulação e sua divisão policial morreram depois de um mês, devido aos altos níveis de radiação a que foram expostos. Ao longo de dois anos, outros 15 marinheiros morreram por efeitos subsequentes.

### Envolvimento na Crise dos Mísseis de Cuba

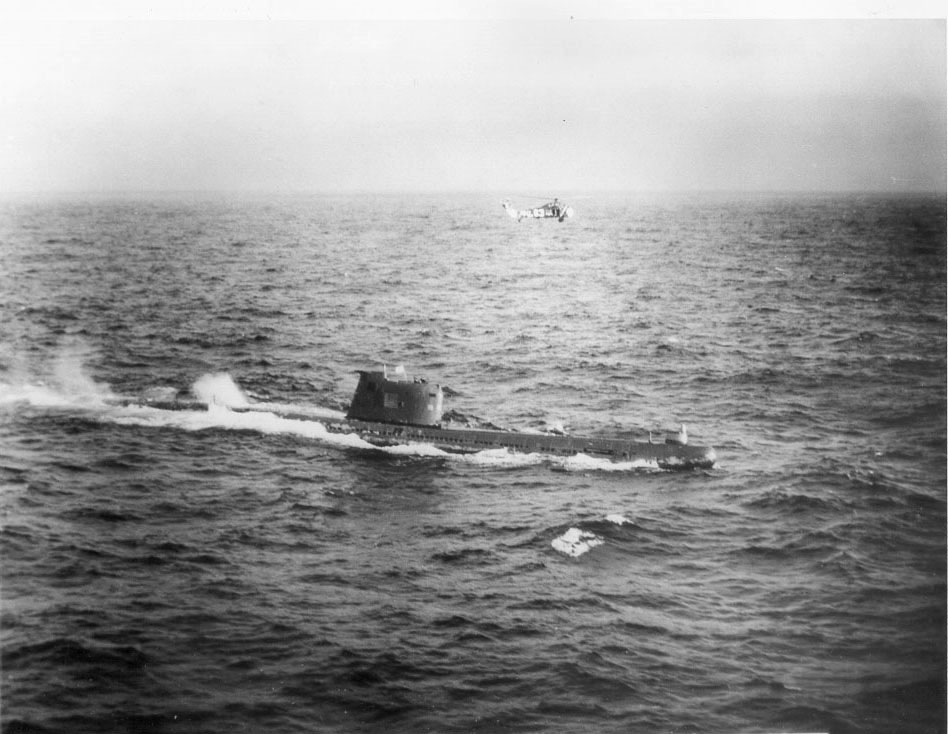
Submarino soviético B-59, no Caribe, perto de Cuba.

Em 27 de outubro de 1962, durante a Crise dos Mísseis de Cuba, um grupo de 11 destróieres e o porta-aviões USS Randolph da Marinha dos Estados Unidos e o submarino soviético B-59 da classe Foxtrot, armado com armas nucleares, estavam perto da costa de Cuba. Apesar de estar em águas internacionais, os estadunidenses começaram a lançar sinalização de cargas de profundidade, explosivos destinados a forçar o submarino a vir à superfície para fins de identificação.
Não houve contato de Moscou por vários dias e a tripulação do submarino rastreou transmissões civis de rádio dos Estados Unidos. Como o B-59 começou a tentar se esconder de seus perseguidores da Marinha dos Estados Unidos, ele foi muito profundo para monitorar o tráfego de rádio. As pessoas a bordo não sabiam se a guerra tinha começado ou não. O capitão do submarino, Valentin Grigorievitch Savitsky, decidiu que uma guerra poderia já ter começado e queria lançar um torpedo nuclear.
Ao contrário dos outros submarinos da flotilha, os três oficiais a bordo do B-59 tinham que concordar, por unanimidade, com o lançamento nuclear: o Capitão Savitsky, o comissário político Ivan Semonovich Maslennikov e Arkhipov, o segundo-em-comando. Normalmente, os submarinos russos armados com a "Arma Especial" precisavam apenas da autorização do capitão para lançar um torpedo nuclear. No entanto, como Arkhipov era comandante da flotilha, o capitão do B-59 também precisava da autorização dele. Uma discussão aconteceu e apenas Arkhipov foi contra o lançamento.
Apesar de Arkhipov ser apenas o segundo-em-comando do submarino B-59, ele era, na verdade, comandante de toda a flotilha de submarinos, incluindo os B-4, B-36 e B-130, e em igualdade de posto ao Capitão Savitsky. De acordo com o autor Edward Wilson, a reputação que Arkhipov tinha ganhado com sua conduta corajosa em relação ao incidente do ano anterior com o submarino K-19 também o ajudou a prevalecer. Arkhipov convenceu Savitsky a ir para a superfície e aguardar ordens de Moscou. Ele efetivamente evitou uma guerra nuclear que, provavelmente, teria ocorrido se a arma nuclear tivesse sido lançada. As baterias do submarino tiveram execução muito baixa e o ar-condicionado havia falhado, então ele foi forçado a ir superfície e regressar para casa. A mensagem de Washington de que a prática de cargas de profundidade estava sendo usada para sinalizar que um submarino deve ir à superfície nunca chegou ao B-59 e Moscou diz que não tem nenhum registro de seu recebimento.[carece de fontes?]

### Repercussão
Quando relembrou a Crise dos Mísseis de Cuba em 2002, Robert McNamara, que era o Secretário da Defesa dos Estados Unidos na época, afirmou que "chegamos muito perto" da guerra nuclear, "mais perto do que sabíamos".
No livro de 2002 de Aleksandr Mozgovoy, Kubinskaya Samba Kvarteta Fokstrotov (Samba Cubano do Quarteto Foxtrot), o comandante aposentado Vadim Pavlovich Orlov, um participante do evento, apresentou-o de forma menos dramática, dizendo que o Capitão Savitsky perdeu a cabeça, mas eventualmente se acalmou.

## Fim da vida e morte
Arkhipov continuou a servir na Marinha Soviética como comandante de submarinos e, mais tarde, de esquadrões de submarinos. Ele foi promovido a contra-almirante em 1975 e passou a ser chefe da Academia Naval de Kirov. Arkhipov foi promovido a vice-almirante em 1981 e se aposentou em meados da década de 1980.
Posteriormente, ele se estabeleceu em Kupavna (que foi incorporada a Zheleznodorozhny, Oblast de Moscou, em 2004), onde morreu em 19 de agosto de 1998. A radiação a que Arkhipov havia sido exposto em 1961, contribuiu para a sua morte.
Nikolai Vladimirovich Zateyev, o comandante do submarino K-19 no momento do acidente nuclear, morreu nove dias depois, em 28 de agosto de 1998. Tanto Arkhipov e Zateyev tinham 72 anos no momento de suas mortes.